# Port-Bail-sur-Mer
Port-Bail-sur-Mer è un comune francese di 2 534 abitanti situato nel dipartimento della Manica nella regione della Normandia.
Il comune venne istituito il 1º gennaio 2019 dalla fusione di Portbail, Saint-Lô-d'Ourville e Denneville.